# Willy Guggenheim
Willy Guggenheim (* 16. März 1900 in Zürich; † 30. Oktober 1977 in Bondo GR), alias Varlin, war ein Schweizer Kunstmaler. Varlin war eng befreundet mit Friedrich Dürrenmatt und Hugo Loetscher, die er beide auch malte.

## Leben

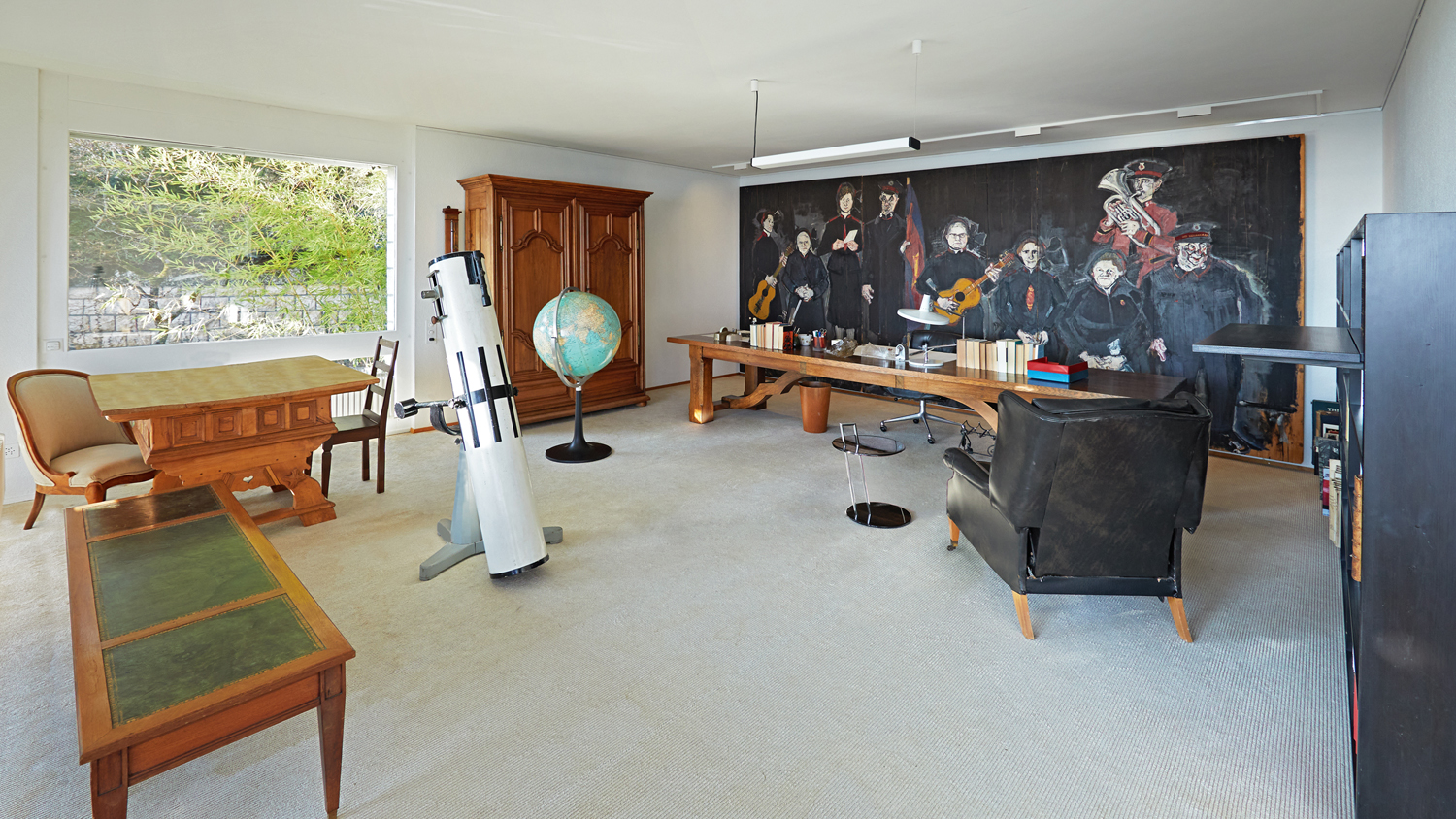
Das Büro in der zweiten Villa von Friedrich Dürrenmatt, an der Wand: Die Heilsarmee, von Varlin, 1964
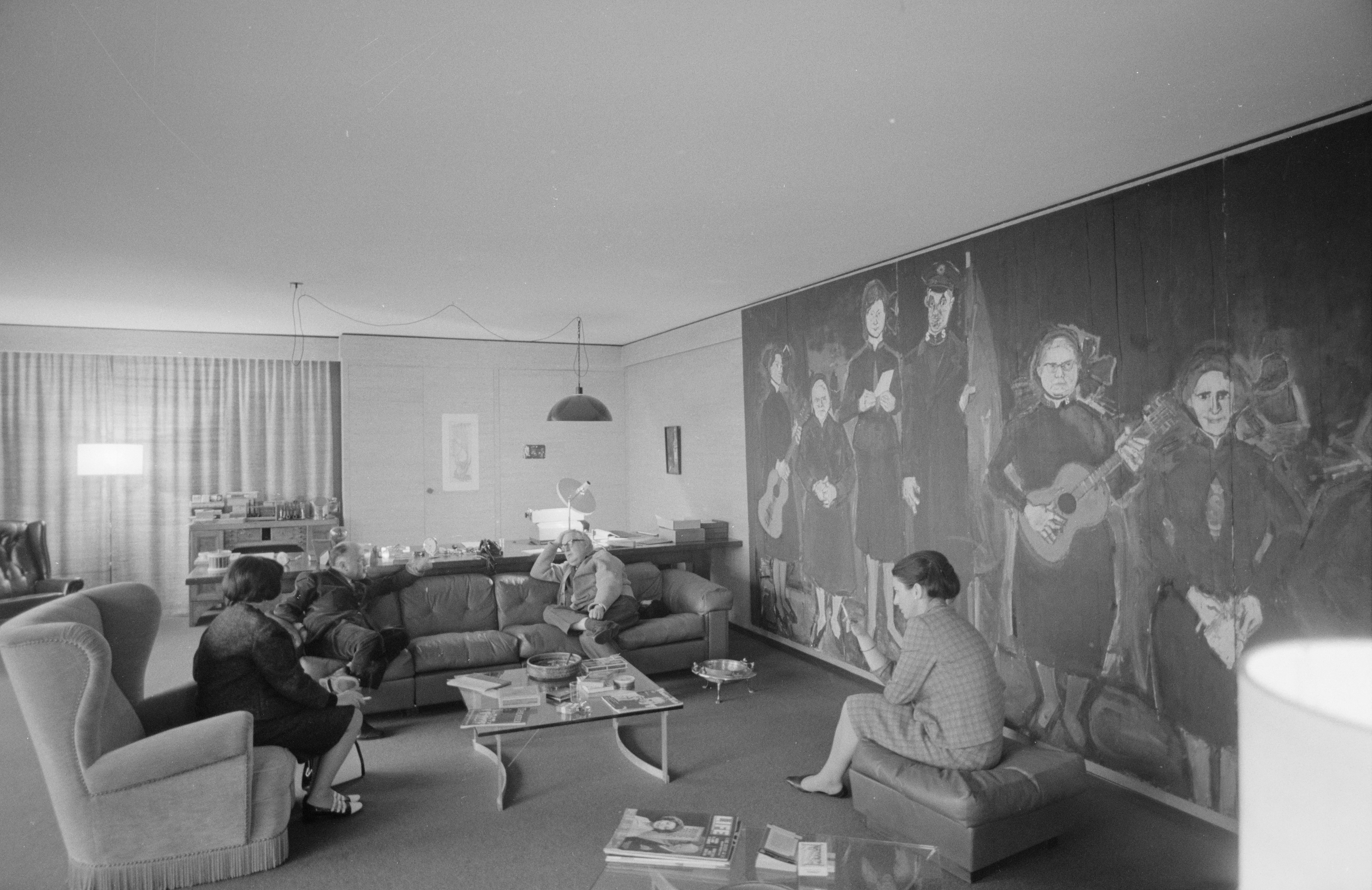
Varlins Werk Die Heilsarmee im Arbeitszimmer von Friedrich Dürrenmatt in Neuchâtel; dieser sitzt rechts auf dem Sofa, neben ihm Eugène Ionesco, Foto: Jack Metzger, Comet Photo, Bildarchiv der ETH, Zürich

Willy Guggenheim wuchs in einer assimilierten jüdischen Familie auf. Sein Vater Hermann Guggenheim war Lithograph und Gründer eines Ansichtskartenverlages. Als Willy 12 Jahre alt war, starb der Vater, zwei Monate vorher war seine ältere Schwester gestorben.
Er zog nach St. Gallen um, wo er die Kantonsschule und Gewerbeschule besuchte und eine eineinhalbjährige Lehre in der Lithographenanstalt Seitz machte. Er kam dadurch in Kontakt mit den Senefelder-Steinen, die auch Édouard Manet, Honoré Daumier, Paul Gavarni und Henri de Toulouse-Lautrec verwendeten. Lithographieren lernte er als anstrengende und langwierige Arbeit kennen und schwor sich, nie mehr eine Lithographie zu machen; daran hielt er sich mit wenigen Ausnahmen.
1921 ging Guggenheim nach Berlin und wurde dort Schüler an der Staatlichen Kunstgewerbeschule. 1923 ging er nach Paris, wo er elf Jahre blieb. Er besuchte dort die Académie Lhote und die Académie Julian.
Als seine Mutter das Vermögen verlor, kam er zur Erkenntnis, «dass Kunst brotlos ist, etwas verdienen zu müssen». So trat er in die Weltfirma Risacher am Faubourg Montmartre ein, aus der er aber wieder austreten musste – man hatte ihm angeblich gesagt, er sei nicht einmal fähig, einen Bleistift anzuspitzen. Guggenheim fertigte dann Zeichnungen für humoristische Zeitungen an, die weniger schön als obszön sein mussten und im «Salon des Humoristes» ausgestellt wurden. Er mietete ein Atelier an der Rue de Vanves. Sein Förderer Leopold Zborowski meinte, dass man mit dem Namen Guggenheim, «dem Namen amerikanischer Kunstmagnaten und Pariser Rennstallbesitzer, keinen Erfolg haben werde». Als Künstlernamen schlug er Varlin vor, nach Eugène Varlin, einem französischen Revolutionär und Anarchisten.
Zborowski mietete ihm ein Atelier im Künstlerrundpavillon La Ruche, wo Alexander Archipenko, Chaim Soutine, Marc Chagall und Fernand Léger gearbeitet hatten. Varlin lebte ein Jahr in Cros-de-Cagnes in Südfrankreich. Seine Ausstellung in der Galerie Sloden, Faubourg St-Honoré, war ein durchschlagender Erfolg. 1932 starb Zborowski.

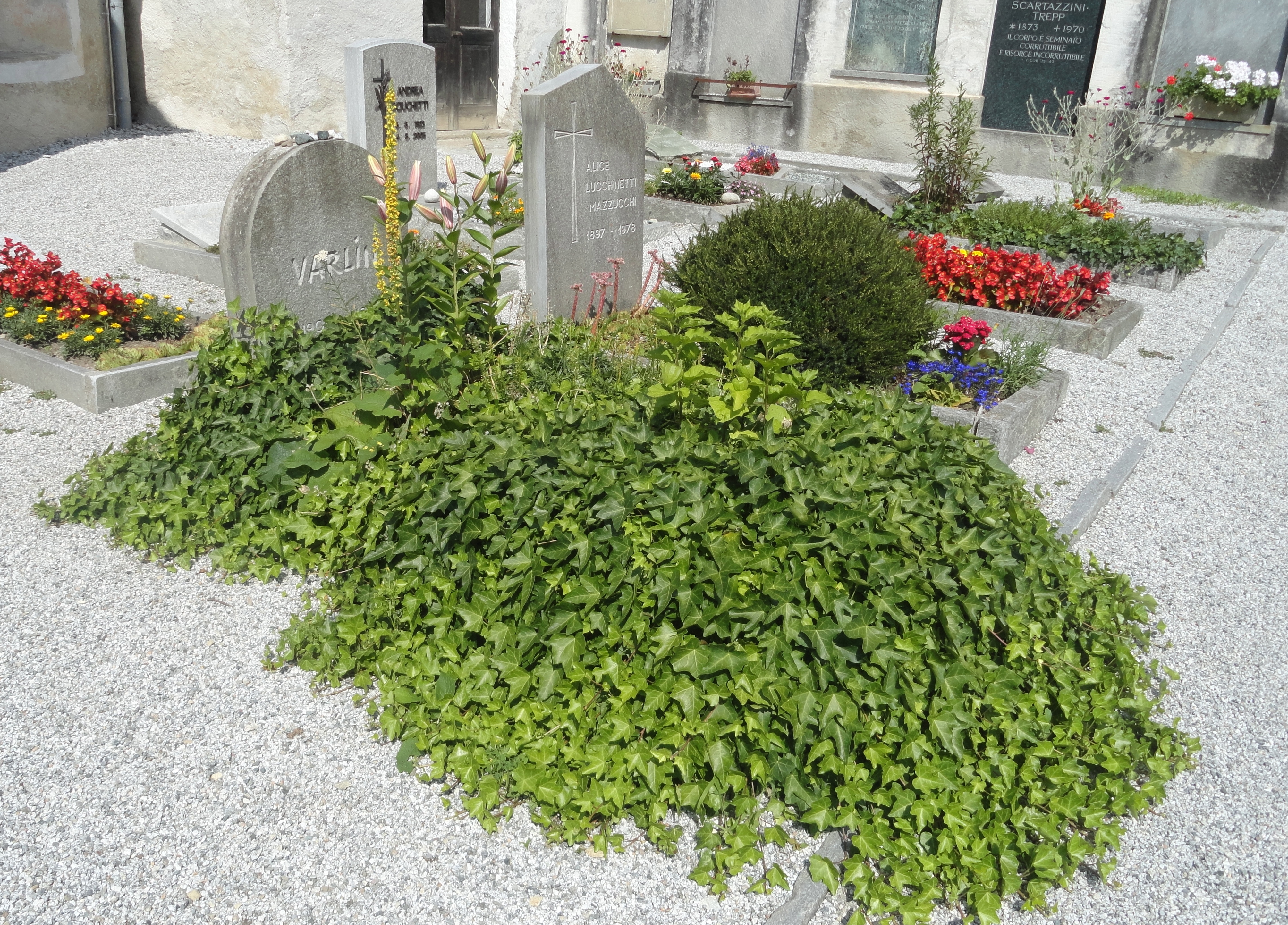
Varlins Grab auf dem Friedhof von Bondo

1935 reiste Varlin mit Mutter und Schwester zurück in die Schweiz. Er wohnte dann während 35 Jahren in einer Wollishofer Dreizimmerwohnung, die ihm auch zwei Jahre als Atelier diente. In einem Abbruchhaus wohnte er in einem gemieteten Atelier zusammen mit Maler Leo Leuppi, einem Dänen namens Olsen, Gusti Vogt, dem Bildhauer Louis Conne sowie den früh verstorbenen Bildhauern Hans Hippele und Meinrad Marti. Dank dem Einsatz des damaligen «Kunstpapstes» Sigismund Righini erhielt Varlin doch noch das angeforderte Bundesstipendium, das er zuerst nicht erhalten hatte (Varlin hatte einen Rückenakt von hinten eingesandt).
Nach dem Abriss des Hauses mietete Varlin ein anderes Atelier in einer Bauernstube, führte eine Zeit lang ein Leben als Tagedieb und wurde Dienstverweigerer. Infolge einer Reise nach Venedig wurde Varlin – nach eigenen Angaben durch das viele Wasser – zum Alkoholiker. 
1951 begegnete Varlin Franca Giovanoli aus Bondo im Bergell. 1960 vertrat er zusammen mit Otto Tschumi und Robert Müller die Schweiz an der Biennale von Venedig; zudem wurde er mit dem Guggenheim Award ausgezeichnet. Darauf erfolgte nach vielen Ausstellungen in anderen Museen, eine Retrospektive im Kunsthaus Zürich. Es entstanden die Porträts von Max Frisch, Friedrich Dürrenmatt, Anna Indermauer, Hulda Zumsteg, Hugo Lötscher, Erst Schröder, Emil Landolf u. a.
1963 heiratete er Franca Giovanoli. Sie zogen nach Bondo, der Heimat Francas. Am 12. Januar 1966 wurde die Tochter Patrizia geboren. Im Jahr 1967 folgte der Kunstpreis der Stadt Zürich und 1970 der «Helmhaus-Skandal» in Zürich: Varlin zerschnitt aus Protest die eigenen Bilder, die Max Bill in der Ausstellung platziert hatte und schrieb einen offenen Brief («Kunst ist Selbstverteidigung, Befreiung von sich selbst, Befreiung von den Mächtigen, den Bösen... Einmal musste es gesagt sein.») 1972 verliess Varlin das Atelier am Zürcher Neumarkt und liess sich definitiv in Bondo nieder.
1976 Giovanni Testori organisierte eine grosse Retrospektive von Varlins Schaffen in der Rottonda di Via Bafana in Mailand. Varlin starb nach langer Krankheit am 30. Oktober 1977 in seinem Haus in Bondo im Bergell und liegt dort begraben.

## Werke (eine Auswahl)
- 1931: Die Porte Guillaume in Chartres
- 1936–1945: Restaurant am Genfersee
- um 1940: Augenklinik in Zürich
- 1943: Ma mère
- um 1944: Clochard de Paris
- 1951: Bildnis von Rüedi Gasser, Öl auf Karton, 107 × 80 cm, Museo Cantonale d’Arte, Lugano
- 1955: Albertbrücke mit Themse
- 1960: Banco di Roma
- 1967: Antonia mit Patrizia, Öl auf Leinwand, 157,2 × 120,5 cm, Museo Cantonale d’Arte, Lugano
- um 1970: Zita
- 1970–1971: Das Bett 5
- um 1972: Der Schauspieler Ernst Schröder auf dem Bett
- 1973: Erna, Öl und Kohlestift auf Leinwand, 215,5 × 170 cm, Museo Cantonale d’Arte, Lugano
- um 1974: Winter in Bondo
- 1974: Der Friedensapostel Max Daetwyler
- 1975: Selbstbildnis
- 1975–1976: Die Leute meines Dorfes

## Medien
- Dokumentarfilm Varlin. Regie Friedrich Kappeler, Produktion Alfi Sinniger, Catpics; Kamera Pio Corradi; 80 Min. Schweiz 2000; DVD: Varlin-Archiv.